# Hyde Park Live
Hyde Park Live je koncertní album britské rockové skupiny The Rolling Stones, které vyšlo v roce 2013. Album bylo nahráváno na dvojicích koncertů skupiny v londýnském Hyde Parku, kde skupina vystoupila v rámci turné 50 & Counting Tour. Na albu hostuje také bývalý člen skupiny Mick Taylor v písni "Midnight Rambler".

## Seznam skladeb
| Pořadí | Skladba                                   | Délka |
| ------ | ----------------------------------------- | ----- |
| 1.     | "Start Me Up"                             | 4:18  |
| 2.     | "It's Only Rock 'n' Roll (But I Like It)" | 4:46  |
| 3.     | "Tumbling Dice"                           | 4:05  |
| 4.     | "Emotional Rescue"                        | 5:33  |
| 5.     | "Street Fighting Man"                     | 5:22  |
| 6.     | "Ruby Tuesday"                            | 3:21  |
| 7.     | "Doom and Gloom"                          | 4:17  |
| 8.     | "Honky Tonk Women"                        | 5:01  |
| 9.     | "Paint It Black"                          | 6:58  |
| 10.    | "You Got the Silver"                      | 3:18  |
| 11.    | "Before They Make Me Run"                 | 4:33  |
| 12.    | "Miss You"                                | 7:18  |
| 13.    | "Midnight Rambler" host: Mick Taylor      | 11:54 |
| 14.    | "Gimme Shelter"                           | 7:16  |
| 15.    | "Jumpin' Jack Flash"                      | 4:53  |
| 16.    | "Sympathy for the Devil"                  | 6:46  |
| 17.    | "Brown Sugar"                             | 4:55  |
| 18.    | "You Can't Always Get What You Want"      | 8:04  |
| 19.    | "(I Can't Get No) Satisfaction"           | 8:20  |

## Obsazení
The Rolling Stones
- Mick Jagger – zpěv, kytara, harmonika
- Keith Richards – kytara, zpěv
- Ronnie Wood – kytara
- Charlie Watts – bicí

Speciální host
- Mick Taylor - kytara - ve skladbě "Midnight Rambler"

Doprovodní hudebníci
- Darryl Jones – baskytara, doprovodné vokály
- Chuck Leavell – klávesy, doprovodné vokály, cowbell
- Bernard Fowler – doprovodné vokály, perkuse
- Lisa Fischer – doprovodné vokály, perkuse
- Bobby Keys – saxofon
- Tim Ries – saxofon, klávesy
- Matt Clifford – lesní roh